# Nel'min Nos
Nel'min Nos (in russo Нельмин-Нос?) è un villaggio situato nel Zapoljarnyj rajon del Circondario autonomo dei Nenec, nella Russia europea del nord.
Si trova lungo un canale laterale di sinistra della Pečora, 60 km a nord di Nar'jan-Mar.